# 翟志剛
翟志剛（1966年10月10日—），男，汉族，黑龙江省齐齐哈尔市龍江縣人，中国航天员大队特级航天员。
2008年9月25日，翟志剛在酒泉卫星发射中心乘坐神舟七號作为指令长与劉伯明和景海鵬一同發射升空，並在9月27日作太空漫步，成為第一位進行太空漫步的中国航天员。
2021年10月16日至2022年4月16日，翟志刚作为指令长与王亚平、叶光富执行神舟十三号任务，完成中国首次驻留6个月的载人航天任务。

## 早年生活
1966年10月11日，翟志刚出生在一个黑龙江省齐齐哈尔市龙江县的小乡村。兄弟姐妹6人中他最小，姐姐翟凤兰，二哥翟志勇。他毕业于龙江县第二中学。
他于1985年6月进入中国人民解放军，1989年毕业于空军第三飞行学院，曾任空军航空兵战斗机飞行员。他曾任空军试训中心某团飞行教员，有1000多小时的飞行经验，是空军一级飞行员，当时已是中校。

## 航天员生涯
1996年，翟志刚被选拔参加航天计划测试，後来经过重重选拔，於1998年成为第一批航天员14人中的一员，从空军改隶属总装，改为陆军。2003年9月，入选神舟五号飞行任务备份航天员。神舟五号计划中，他是首飞梯队3名航天员中的一名，不过最终杨利伟被任命驾驶飞船，而翟志刚在几次测试结束後排名第二，超过聂海胜。2005年6月，入选神舟六号飞行任务备份乘组。神舟六号计划中，翟志刚是飞行成员组6名宇航员中的一名。《大公报》认为翟志刚和聂海胜将会是第一人选，因为他们曾参与过神舟五号计划。不过，翟志刚与吴杰被分入一组训练，而费俊龙和聂海胜最终被选拔乘坐神舟六号。

### 神舟七号飞行任务
神舟七号飞行任务中，翟志刚（代号01）与劉伯明（02）、景海鹏（03）被选拔为神舟七号的正式航天员乘组，而翟志刚於2008年9月17日被任命为任务指令长。2008年9月25日，北京时间21:10:04，他们乘坐飞船升入太空，这是中国第一次有3名航天员一起执行任务的航天计划，也是中国第三次载人航天任务。2008年9月27日，翟志刚成为第一名太空漫步的中国人，并且是完全出舱，他在电视直播中说：“我已出舱，感觉良好。神舟七号向全国人民、全世界人民问好！请祖国放心，我们坚决完成任务！”帮助其出舱的航天员刘伯明处於舱内，但上身探出舱外，跨在舱门上。北京时间18:25:55，翟志刚进入舱门，成功地完成了太空漫步。翟志刚所穿的是中国自主研制的飞天航天服，而刘伯明所穿的是俄罗斯研制的海鹰航天服（Orlan-M space suit）。
2008年11月7日，庆祝神舟七号载人航天飞行圆满成功大会在北京人民大会堂举行，时任中共中央总书记、中央军委主席胡锦涛授予翟志刚“航天英雄”称号并颁发了“航天功勋奖章”。
2013年，获晋升为少将军衔。2013年1月，入选神舟十号飞行任务备份航天员。

### 神舟十三号飞行任务
2019年12月，入选神舟十三号飞行任务乘组并担任指令长。
2021年10月14日，神舟十三号公布三位航天员人选，翟志刚、王亚平、叶光富入选，翟志刚担任指令长。
2021年11月7日午后至8日凌晨，翟志刚与王亚平完成本次飞行任务的首次出舱活动。
2021年12月26日午后至27日凌晨，翟志刚与叶光富完成本次飞行任务的第二次出舱活动。

2021年10月，执行神舟十三号飞行任务，担任指令长，次年6月，被中共中央、国务院、中央军委授予“二级航天功勋奖章”。

翟志刚于神舟十三号任务中
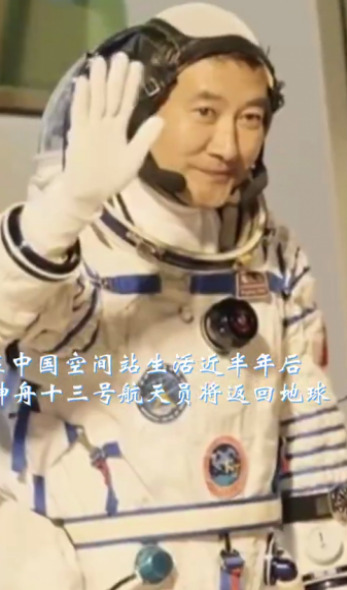
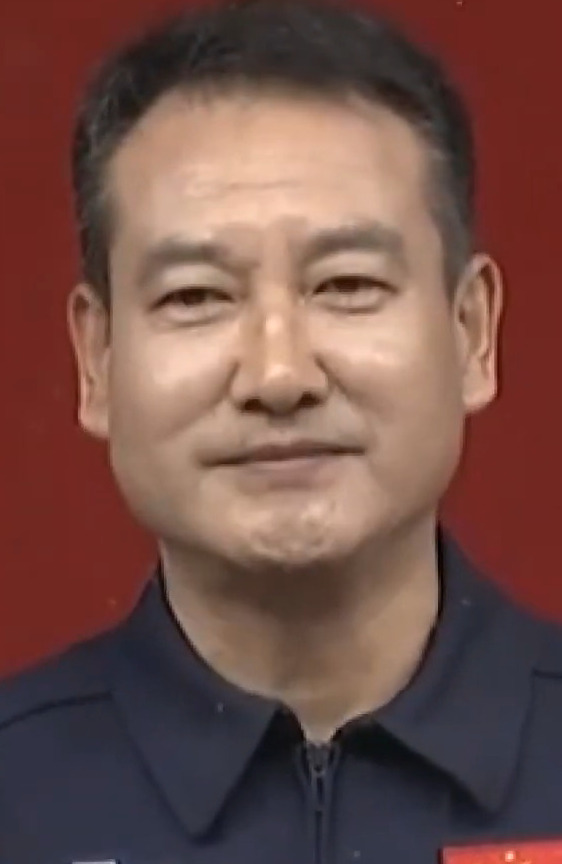

## 家庭
翟志剛出身於農民家庭，是幺子，有三位姐姐和两個哥哥。翟志剛已婚，育有一子翟天雄。妻子張淑靜在航天食物研究部門工作。

## 爱好
他爱好书法、跳交谊舞、玩具，喜欢模仿表演赵本山的小品。

## 趣事
2008年9月27日，翟志刚首次太空漫步时的开场白“我已出舱，感觉良好”，被中国国内股民篡改为“我已出仓，感觉良好”的股市离场口吻，一时成坊间趣谈。2021年11月7日，翟志刚执行神舟十三号任务时再度太空漫步，仍然使用13年前首次太空漫步时的开场白“我已出舱，感觉良好”，航天员王亚平随后说“我一会儿出舱，感觉良好”，航天员叶光富随后说“我下次出舱，感觉良好”。
2022年2月1日，中国国家足球队在2022年世界杯预选赛中对阵越南队，翟志刚在天宫空间站观看了本场比赛直播，然而中国队却以1-3完败对手，中国载人航天发布的《天宫TV》中记录了翟志刚观看本场比赛时的舱内画面，只见翟志刚在观看比赛的过程中出现多种姿态变化，该场景被网民纷纷调侃。

## 执行任务
| 次序   | 任务名称   | 发射时间（UTC+8）        | 着陆时间（UTC+8）       | 运载火箭      | 对接       | 任务时长         | 舱外活动次数 | 舱外活动时长 |
| ------ | ---------- | ------------------------ | ----------------------- | ------------- | ---------- | ---------------- | ------------ | ------------ |
| 1      | 神舟七号   | 2008年9月25日, 21:10:04  | 2008年9月28日, 17:37    | 长征二号F遥7  | N/A        | 2天20小时又26分  | 1            | 0小时22分钟  |
| 2      | 神舟十三号 | 2021年10月16日, 00:23:56 | 2022年4月16日, 09:56:49 | 长征二号F遥13 | 天宫空间站 | 182天9小时又32分 | 2            | 12小时36分钟 |
| 合计： | 合计：     | 合计：                   | 合计：                  | 合计：        | 合计：     | 185天5小时59分钟 | 3            | 12小时58分钟 |

### 引用
1. ↑  .   [27 December 2021]. （原始内容存档于2021-11-10）.
2. ↑  新“太空出差三人组”，为啥选了他们 人民资讯
3. ↑  . 新华网. 2021-04-29  [2021-04-30]. （原始内容存档于2021-04-30）.
4. 1 2 3  杨雪义. . 《青年文摘彩版》 (北京市: 中国青年出版社). 2022, 第368期: 12–13. ISSN 1673-4955.
5. ↑  . 人民网·天津视窗.   [2010-01-27]. （原始内容存档于2010-04-05） （中文（中国大陆））.
6. ↑   
CCTV1 live telecast
7. ↑  .   [2010-01-26]. （原始内容存档于2017-09-01）.
8. ↑  CCTV4 live telecast
9. ↑  . 中国新闻网. 2008-11-07  [2021-11-14]. （原始内容存档于2011-02-21）.
10. ↑  . 澎湃新闻.   [2016-10-16]. （原始内容存档于2016-10-18）.
11. ↑  . 中新网.   [2021-10-14]. （原始内容存档于2021-10-26）.
12. ↑  . 新浪网. 新浪网. 2021-10-14  [2021-10-14]. （原始内容存档于2021-10-28）.
13. ↑  . 环球网.   [2021-10-14]. （原始内容存档于2022-03-06）.
14. ↑  王逸涛, 郭中正. . 新华社. 2021-11-08  [2021-11-08]. （原始内容存档于2021-11-08）.
15. ↑  . 新华网. 2022-06-21  [2022-06-21]. （原始内容存档于2022-06-25）.
16. ↑  . 钱江晚报. 2009年4月10日  [2015年4月11日]. （原始内容存档于2016年3月4日） （中文（中国大陆））. 去年下半年，沪深大盘一落千丈，不少此前满仓的股民纷纷割肉离场，于是股民们将这句话略做修改，将“舱”改为“仓”，用来自我解嘲。例句如：“我已出仓，感觉良好；少亏十万，胜过捂牢；持币过节，来年再炒”，“向全国股民们汇报，我已出仓，感觉良好！”。
17. ↑  . 2021年11月8日  [2021年11月7日]. （原始内容存档于2022年4月25日） （中文（中国大陆））.
18. ↑  . 2022年2月16日  [2022年3月23日]. （原始内容存档于2022年4月19日） （中文（中国大陆））.